# Miejski Zakład Obsługi Placówek Oświatowych
Miejski Zakład Obsługi Placówek Oświatowych – zakład obsługi placówek oświatowych w Rudzie Śląskiej. Zajmuje się on obsługą placówek, pośredniczy w zatrudnianiu nauczycieli, pedagogów i psychologów.

Pod nadzór MZOPO należą:
- przedszkola
- szkoły podstawowe
- gimnazja
- szkoły średnie
- Zespół Szkół Muzycznych I i II stopnia
- Poradnia Psychologiczno-Pedagogiczna
- Młodzieżowy Dom Kultury
- Centrum Kształcenia Praktycznego i Doskonalenia Zawodowego
- Centrum Kształcenia Ustawicznego

Obecnie Miejski Zakład Obsługi Placówek Oświatowych postawiony został w stan likwidacji (istnieje do 31 lipca 2011r.)